# Haptosquilla tuberosa
Haptosquilla tuberosa is een bidsprinkhaankreeftensoort uit de familie van de Protosquillidae. De wetenschappelijke naam van de soort is voor het eerst geldig gepubliceerd in 1893 door Pocock.